# 콘스탄틴 프세볼로도비치

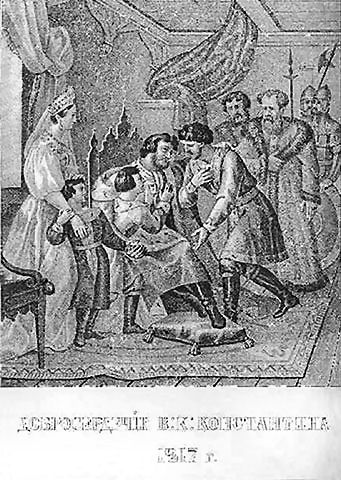

콘스탄틴 프세볼로도비치(러시아어: Константин Всеволодович, 1186년 5월 18일 로스토프 ~ 1218년 2월 2일 블라디미르)는 블라디미르 대공국의 대공(재위: 1216년 ~ 1218년)이다. 류리크 왕조 출신이다.

## 생애
프세볼로트 3세 대공과 그의 아내인 마리아 시바르노브나(Maria Shvarnovna)의 첫째 아들로 태어났다. 1205년부터 1208년까지 노브고로드(벨리키노브고로드) 공작을 역임했으며 1208년부터 1218년까지 로스토프 공작을 역임했다.
프세볼로트 3세는 유리에게 로스토프 공작위를, 콘스탄틴에게 블라디미르 공작위를 물려주려는 계획을 세웠지만 콘스탄틴은 자신이 로스토프 공작, 블라디미르 공작이 되기를 원했다. 프세볼로트 3세는 유리에게 블라디미르 공작위를 넘겨줬지만 콘스탄틴과 유리는 블라디미르 공작위를 놓고 분쟁을 빚게 된다.
1216년 리피차(Lipitsa) 전투에서 유리 2세, 야로슬라프 2세 형제가 이끄는 군대를 물리치고 블라디미르 대공으로 즉위했다. 1218년에 사망했으며 유리 2세가 블라디미르 대공으로 복위했다.
| 전임 유리 2세 | 블라디미르 대공 1216년 ~ 1218년 | 후임 유리 2세 |